# Chiang Tai-Chuan
Detta är ett kinesiskt namn; släktnamnet är Chiang.
Chiang Tai-Chuan (förenklad kinesiska: 江泰权; traditionell kinesiska: 江泰權; pinyin: Jiāng Tàiquán), född den 26 oktober 1960 i häradet Chiayi på Taiwan, är en före detta basebollspelare som tog silver vid olympiska sommarspelen 1992 i Barcelona.